# 12443 Паульсідней
12443 Паульсідней (12443 Paulsydney) — астероїд головного поясу, відкритий 15 березня 1996 року.
Тіссеранів параметр щодо Юпітера — 3,115.